# Jean-Roger Caussimon chante Jean-Roger Caussimon
 (avril 2017).
Si vous disposez d'ouvrages ou d'articles de référence ou si vous connaissez des sites web de qualité traitant du thème abordé ici, merci de compléter l'article en donnant les références utiles à sa vérifiabilité et en les liant à la section « Notes et références ».
Albums de Jean-Roger Caussimon
À la Seine
(1972)
Jean-Roger Caussimon chante Jean-Roger Caussimon est le premier album studio de Jean-Roger Caussimon, 13 titres enregistrés en 6 jours en 1970. Il a reçu le Grand Prix du Disque de l’Académie Charles-Cros en 1972. Paru à l'origine sous forme de 33 tours, il a été réédité depuis en disque compact.

## Titres
Toutes les paroles des chansons ont été écrites par Jean-Roger Caussimon. Les chansons dont la musique a été composée par Léo Ferré ont également été interprétées par ce dernier.
| 1. | Les Camions       | Jean-Paul Mengeon | 2 min 40 s |
| 2. | Galilée           | Claude Lochy      | 2 min 46 s |
| 3. | Batelier, mon ami | Éric Robrecht     | 2 min 27 s |
| 4. | Les Indifférentes | Léo Ferré         | 3 min 45 s |
| 5. | Monsieur William  | Léo Ferré         | 3 min 20 s |
| 6. | Ma mère           | Éric Robrecht     | 2 min 12 s |
| 7. | Mon camarade      | Léo Ferré         | 3 min 26 s |

| 8.  | Le jour viendra (paroles françaises d'après Shalom Hanoch et Yacov Routblit) | Shalom Hanoch | 3 min 20   |
| 9.  | Nous deux                                                                    | Léo Ferré     | 3 min 29 s |
| 10. | Le Temps du tango                                                            | Léo Ferré     | 2 min 50 s |
| 11. | Comme à Ostende                                                              | Léo Ferré     | 2 min 45 s |
| 12. | Le Funambule                                                                 | Francis Lai   | 3 min 07 s |
| 13. | Les Cœurs purs                                                               | Éric Robrecht | 3 min 04 s |

## Crédits
- Arrangements et direction d'orchestre : Éric Robrecht, Maurice Vander
- Prise de son : Daniel Vallancien (non crédité)
- Production : Pierre Barouh
- Crédits visuels : Christian Rose